# Bodedia variicoxa
Bodedia variicoxa là một loài tò vò trong họ Ichneumonidae.